# Jerry Maguire

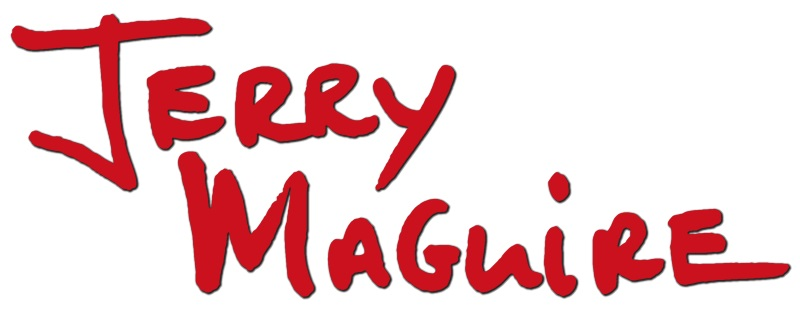
Logo van de film

Jerry Maguire is een Amerikaanse dramafilm uit 1996 met in de hoofdrol Tom Cruise, Cuba Gooding jr. en Renée Zellweger. De film werd geschreven en geregisseerd door Cameron Crowe. In totaal werd de film genomineerd voor vijf Oscars. Cuba Gooding jr. won voor zijn rol een Oscar voor beste mannelijke bijrol.

## Verhaal
Jerry Maguire gaat over een gelijknamige sportmanager (Cruise) die zeer succesvol is en in verschillende sporten grote namen vertegenwoordigt. Het enige waar hij aan denkt is geld en succes. Wanneer hij ontslagen wordt door zijn werkgever en al zijn klanten kwijtraakt, verlaat hij ook zijn vrouw. Jerry besluit voor zichzelf te beginnen en weet Dorothy Boyd (Zellweger) een boekhoudster uit zijn oude job voor zich te winnen. Jerry heeft nog één klant, genaamd Rod Tidwell (Gooding jr.). Met zijn drieën proberen ze het best mogelijke neer te zetten.

## Rolverdeling
| Acteur            | Personage      |
| ----------------- | -------------- |
| Tom Cruise        | Jerry Maguire  |
| Cuba Gooding jr.  | Rod Tidwell    |
| Renée Zellweger   | Dorothy Boyd   |
| Kelly Preston     | Avery Bishop   |
| Jerry O'Connell   | Frank Cushman  |
| Jay Mohr          | Bob Sugar      |
| Bonnie Hunt       | Laurel         |
| Regina King       | Marcee Tidwell |
| Jonathan Lipnicki | Ray Boyd       |

## Citaten
- Jerry Maguire: Show me the money! 
Rod Tidwell: I need to feel you Jerry! 
Jerry Maguire: Show me the money! Show me the money!
- Rod Tidwell: Jerry Maguire, my agent. You're my ambassador of Kwan.
- Jerry Maguire: I love you. You... you complete me. And I just... 
Dorothy: Shut up, just shut up. You had me at “hello”.

## Prijzen en nominaties
- 1997 ASCAP Film and Television Music Awards
 Gewonnen: Top Box Office Films (Nancy Wilson)
- 1997 Oscars
 Gewonnen: Best Actor in a Supporting Role (Cuba Gooding jr.) 
Genomineerd: Best Actor in a Leading Role (Tom Cruise)
Genomineerd: Best Film Editing (Joe Hutshing)
Genomineerd: Best Picture
Genomineerd: Best Writing, Screenplay Written Directly for the Screen (Cameron Crowe)
- 1997 Golden Globes
 Gewonnen: Best Performance by an Actor in a Motion Picture Comedy/Musical (Tom Cruise) 
Genomineerd: Best Motion Picture - Comedy/Musical
Genomineerd: Best Performance by an Actor in a Supporting Role in a Motion Picture (Cuba Gooding jr.)
- 1997 MTV Movie Awards
 Gewonnen: Best Male Performance (Tom Cruise) 
Genomineerd: Best Breakthrough Performance (Renée Zellweger)
Genomineerd: Best Movie
- 1997 Satellite Awards
 Gewonnen: Best Performance by an Actor in a Motion Picture Comedy/Musical (Tom Cruise) 
Gewonnen: Best Performance by an Actor in a Supporting Role in a Motion Picture Comedy/Musical (Cuba Gooding jr.)
Genomineerd: Best Performance by an Actress in a Supporting Role in a Motion Picture Comedy/Musical (Renée Zellweger)